# 第二次車臣戰爭
第二次車臣戰爭始於1999年8月26日，在第一次車臣戰爭中惨败的俄罗斯联邦在这次战争中终于获胜，俄罗斯取得对车臣地区的控制权。
在莫斯科、布伊納克斯克等城市接連發生多宗炸彈爆炸案後，俄羅斯政府指責是車臣分離主义分子所為，10月1日俄羅斯部隊進入車臣。俄軍的行動終結車臣伊奇克里亞共和國當時實質上的獨立，使聯邦政府重新控制該地區。
在戰爭初期俄軍及車臣當地的親俄民兵聯手對抗車臣分離分子，經過冬季圍城後，於2000年初奪取車臣首府格羅茲尼。車臣分離分子在此後數年繼續以游擊戰對抗俄軍并残忍杀害战俘，另外車臣叛軍也有發動針對平民的恐怖襲擊，并焚毁作为俄罗斯族宗教场所的东正教教堂。然而实际上俄軍及叛軍双方也都被指犯有不少侵犯人權的事件。
到2009年止俄羅斯大致上已經重創叛軍的活動能力，大規模的戰鬥已停止。俄國陸軍及內务部部隊不再駐守各條街道，在戰爭中損毀嚴重的格羅茲尼正在重建中。不過北高加索地區仍有零星的暴力事件，偶爾有以俄聯邦及地方政府部隊為目標的炸彈爆炸及伏擊發生。
2009年4月16日俄羅斯政府官方宣佈車臣的反恐行動正式結束，大部分軍隊已撤走，對付武裝分子的任務主要由當地警察負責。3個月後流亡外地的車臣分離分子領導人艾哈邁德·扎卡耶夫要求從8月1日起對車臣警察實施停火，又說他希望「從這一天起車臣人不會再向同胞開槍」。
戰爭中的準確死亡數字不明，非官方的數字估計有25,000人至50,000人死亡或失蹤，大多數是車臣平民，俄羅斯方面有逾5,200人陣亡，有民間團體估計俄軍方面（至2005年）有約14,000人陣亡。

## 戰前態勢

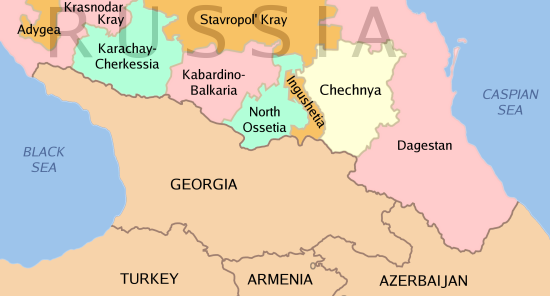
車臣及高加索地區

### 車臣的混亂狀態
在第一次車臣戰爭後，分離份子政府未能有效控制當地局勢，特別是首府格羅茲尼以外的地方。被其他叛軍控制的地區增加，而車臣就變得越來越無法無天。由於戰爭的破壞加上經濟困頓，許多前游擊隊員以及兵士因失業而為非作歹。格羅茲尼政府的權力受到極端主義軍閥如阿爾比·巴拉耶夫及薩爾曼·拉杜耶夫等阻撓。車臣軍閥們綁架及進入北高加索其它地區劫掠的事件日增。綁架成為當地主要的收入來源，在形同獨立的三年內取得超過2億美元。有人估計從1996年至1999年間有多達1300人在車臣被綁架。1998年有4個西方人質被殺害。政治暴力及伊斯蘭瓦哈比派的宗教極端主義盛行。1998年，格羅茲尼當局宣佈進入緊急狀態。緊張加劇，例如1998年7月於古傑爾梅斯有約50人在車臣國民衛隊與伊斯蘭武裝份子的戰鬥中喪生。

### 俄羅斯與車臣的關係，1996年至1999年

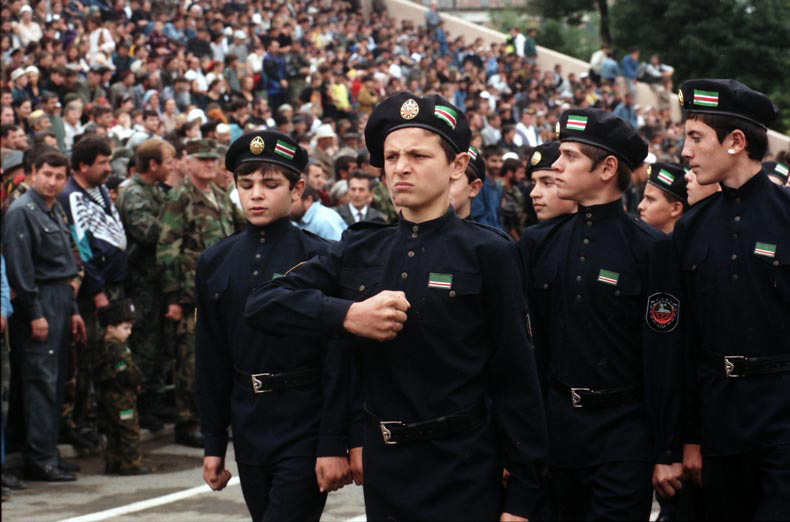
车臣国民卫队

分離主義者阿斯蘭·馬斯哈多夫在1997年車臣總統選舉後上台執政。他於1998年及1999年成功避過數次刺殺陰謀，指責是俄國情報機關所為。1999年3月，克里姆林宮駐車臣全權代表根納季·什皮貢少將在格羅茲尼機場被綁架，他的屍體於2000年被發現。
在俄國政府內，有人擔心給予車臣太多自主權可能會產生骨牌效應，使俄國其它地區有樣學樣。俄國境內的車臣或親車臣恐怖及犯罪活動，加上邊界衝突，使政治緊張升溫。

### 恐怖事件及邊界衝突
1996年11月16日，達吉斯坦的卡斯皮斯克有一幢由俄羅斯邊境警衛隊居住的住宅大樓發生爆炸，造成68人死亡。爆炸的起因未能確定，不少俄國人認為是車臣叛軍所為。1997年4月23日有3人在阿爾馬維爾一個火車站被炸死，5月28日另有2人在五山城一個火車站被炸死。
1997年12月22日，達吉斯坦武裝份子及以車臣為基地的阿拉伯軍閥伊本·哈塔卜攻擊布伊納克斯克的俄軍第136摩托化步兵旅基地，使該旅蒙受重大人員傷亡及裝備損失。1998年4月16日，一支俄軍車隊在印古什近車臣邊界處遭到伏擊，死者中有一位將軍及兩位上校，當地的印古什武裝份子被指是他們所為。1999年4月7日，4個俄國警察巡邏邊界時於斯塔夫羅波爾附近被殺。5月下旬，俄羅斯宣佈關閉與車臣接壤邊界，以打擊恐怖及犯罪活動；邊境警衛隊接到命令向看到的可疑人開火。1999年6月18日，達吉斯坦的俄羅斯邊境警衛隊哨站遇襲，7個軍人被殺。7月29日，俄羅斯內政部部隊摧毀了一個車臣邊界哨站，佔領了一段800米長、有戰略價值的道路。8月9日又有6個軍人在弗拉季高加索被綁架。1999年8月22日，10個俄羅斯警察在北奧塞梯被反坦克地雷炸死。

### 達吉斯坦共和國
1999年8至9月，沙米爾·巴薩耶夫（與聖戰者指揮官伊本·哈塔卜有聯繫）率領兩支多達2000個包括車臣人、達吉斯坦人及外國人的武裝份子部隊從車臣入侵鄰近的達吉斯坦共和國。達吉斯坦的行動是觸發第二次車臣戰爭的起因之一，但當初俄方反應很遲鈍，直到1999年9月中，武裝份子才退回車臣。至少有數百名武裝份子陣亡，聯邦方面報稱己方有275個人員陣亡，約900人傷，達吉斯坦本土的保安力量也傷亡不少。时任俄罗斯总理谢尔盖·斯捷帕申也因应对达吉斯坦问题不力在1999年8月9日被总统叶利钦解职，俄罗斯总理一职由更为强硬的弗拉基米尔·普京接替。

### 俄羅斯境內的炸彈爆炸案
1999年9月，俄国境内相继发生了多次公寓楼爆炸案。其中，莫斯科與伏爾加頓斯克及達吉斯坦的布伊納克斯克的爆炸共造成了三百多人丧生，逾千人受伤。尽管没有证据显示这些爆炸事件同车臣有关，当时刚被提拔为俄国总理的前FSB局长普京迅速宣布爆炸系车臣所为，并于9月23日下令轰炸车臣首都格罗兹尼，衝突正式打響。
爆炸案的真凶一直有争议。2000年2月，时任美国国务卿奥尔布赖特声明没有见到任何将爆炸事件和车臣联系起来的证据。曾有自稱屬於「達吉斯坦解放軍」的人致电塔斯社声称對事件承認責任，但巴萨耶夫和伊本·哈塔卜均否认执行了这些袭击，并称他们“永远不会攻击俄罗斯平民目标”。与此同时，莫斯科当时也盛传叶利钦总统健康出现问题，爆炸发生前就有文章怀疑有人试图制造紧急状态或影响接下来的总统选举。
一种说法是，刚升任总理，当时尚未被看作叶利钦首要接班人的FSB头目普京及其继任者帕特鲁舍夫利用情报机构制造了这一系列爆炸事件。时任杜马议长谢列兹尼奥夫曾于9月13日在议会上误在伏尔加顿斯克的爆炸案发生前三天称那里的公寓楼已被炸毁，而在9月22日梁赞发生的未遂爆炸事件中，3名安放炸弹的FSB特工被当地警方抓获。帕特鲁舍夫在FSB特工被捕后称梁赞的袭击事件“只是演习”，先前发现的炸弹“只是白糖”并下令释放了三人，虽然前一天当地拆弹专家利用气体分析仪进行检查时显示可疑炸弹含有黑索金炸药(RDX)蒸气。
普京政府方面进行的刑事調查在2002年完成。調查結果及隨後的法庭判決認為它們是由阿奇梅兹·戈奇亚耶夫（在逃，并于2002年后失踪）策劃，由沙特籍軍閥伊本·哈塔卜及阿布·奧馬爾·賽義夫下令進行，以報復俄軍在達吉斯坦轟炸武裝份子。其他6個疑犯已被俄國法庭定罪。值得注意的是，俄国官方在战争爆发后指控的该事件嫌犯均非车臣人。

## 1999年至2000年的俄軍攻勢

### 空中行動
在1999年8月下旬及9月，俄軍在車臣進行大規模空襲，以消滅入侵達吉斯坦的武裝份子。8月26日，俄羅斯承認轟炸車臣。空襲使最少有10萬車臣人逃離家園；鄰近的印古什據報向聯合國要求援助，以應付數以萬計的難民。

### 地面戰事
1999年10月1日，俄羅斯总理普京宣佈車臣總統馬斯哈多夫及他的議會為非法。同日俄軍向車臣發動地面攻勢。
俄軍於10月5日到達捷列克河。10月10日馬斯哈多夫提出和平方案，願意打擊那些叛逆軍閥，但俄方拒絕接受。
10月12日，俄軍渡過捷列克河，分兩路向南面的格羅茲尼推進。俄軍為免重蹈第一次車臣戰爭的覆轍，進軍時小心翼翼，大量使用炮火及空中力量去削弱車臣守軍。大量平民向鄰近的俄羅斯各共和國逃亡。俄羅斯對後方的車臣人不敢掉以輕心，在車臣北部設立「過濾營」扣留可疑的人。
11月12日，古傑爾梅斯的車臣守軍投向聯邦。12月4日，北高加索俄軍司令維克托·卡贊采夫稱俄軍已完全封鎖格羅茲尼。

### 圍攻格羅茲尼

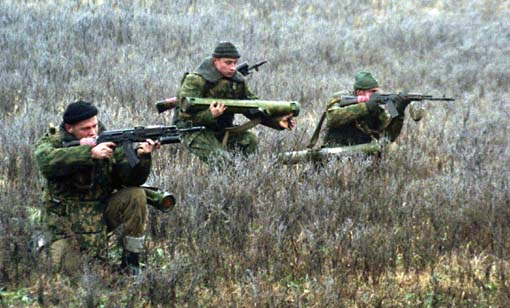
格羅茲尼戰役期間，格羅茲尼城郊附近的俄羅斯士兵

12月初，俄軍開始進攻车臣首府格羅茲尼，於2000年2月攻佔該城。
1999年12月初，俄军完成了对格罗兹尼的三面包围，开始进行最重要的战役——格罗兹尼战役。俄军已事先通过情报人员基本掌握了格罗兹尼的防御情况。战役首先从扫清格罗兹尼外围开始，车臣叛軍精心构筑的防线不断被俄军攻克。12月13日，俄罗斯军队已经攻占了格罗兹尼市的西北地区，开始向市中心发展进攻，而俄军特种部队已经在格罗兹尼市内开始了活动。为了避免造成更大的平民伤亡，俄军空投了有撤離路線的传单，告知城内居民务必于12月16日之前撤离，否则性命難保；不過，許多叛軍也混進了逃難的平民當中。

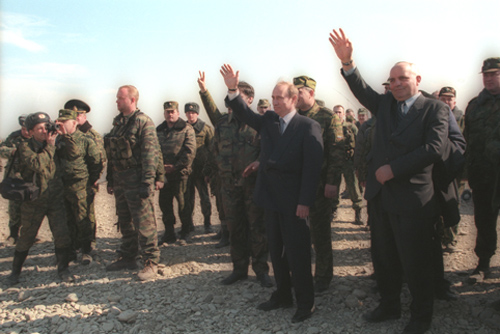
2000年普京視察前線

根據俄國官方數字，至少有368名聯邦部隊人員及數目不明的親俄民兵在格羅茲尼死亡。叛軍也損失慘重，包括幾位高級指揮官。俄羅斯國防部長伊戈爾·謝爾蓋耶夫稱1,500名叛軍在企圖離開格羅茲尼時被殺。叛軍稱他們在阿卡漢－卡拉的地雷區損失了至少400人。
戰鬥使格羅茲尼遭受嚴重破壞，2003年聯合國稱格羅茲尼是地球上損毀最嚴重的城市。
2000年1月26日，俄羅斯政府宣佈從10月起己方有1,173名軍人在車臣被殺。

### 山區戰鬥
車臣南部山區在2000年的冬天有激烈戰鬥。
人權觀察組織關注「俄國軍隊的廣泛及常常不分皂白的轟炸及炮轟」造成大量平民傷亡，呼籲俄國軍方停止在車臣使用被稱為「真空彈」的。

### 恢復聯邦管治
俄羅斯總統普京在2000年5月對車臣實施直接管治，其後任命艾哈邁德·卡德羅夫為親莫斯科政府的過渡性首長。2003年3月23日，公民投票通過了新的車臣憲法。

## 叛亂活動

### 車臣游擊戰
在戰爭後期，雖然車臣境內大規模的戰鬥已停止，平日仍然有攻擊行動，特別是南部，鄰近的高加索地區有時也被波及。通常是小隊叛軍向俄羅斯及親俄羅斯的官員、軍隊及警察设施襲。俄軍會以炮轟、空襲及反叛亂行動報復。

### 暗殺
戰爭雙方都進行了多次暗殺行動。著名例子有2004年2月13日，曾任車臣代總統的叛軍頭目揚達爾比耶夫在多哈被炸死，以及2004年5月9日，親俄的車臣總統艾哈邁德·卡德羅夫在格羅茲尼被炸死。

### 車臣境外的恐怖襲擊
從2002年5月至2004年9月，主要由巴薩耶夫領導的武裝份子向俄羅斯的平民目標發動了一連串的恐怖襲擊，約有200人在炸彈襲擊中喪生。
兩次大型的脅持人質事件，2002年的「莫斯科歌劇院脅持事件」及2004年的「別斯蘭學校脅持人質事件」，共造成數百名平民喪生。

## 其它事項

### 潘基斯危機
俄羅斯官員曾經指責鄰國格魯吉亞容許車臣叛軍在境內活動，以及放任游擊隊員和軍需物資經過邊界進入俄羅斯。2002年2月，美國開始向格魯吉亞提供援助，以協助該國打擊潘基斯峽谷的「犯罪份子」及據稱的阿拉伯聖戰者活動，作為反恐戰爭的一部份。格魯吉亞部隊未遇抵抗就扣留了一個阿拉伯人及六個罪犯，宣稱該地區已受到控制。2002年8月，格魯吉亞指控俄羅斯對潘基斯峽谷的據稱叛軍匿藏點進行一連串的秘密空襲，據報造成一名格魯吉亞平民喪生。
2001年10月8日，一架聯合國觀察團的直升機在格魯吉亞的科多里河谷被擊落，有9人喪生。格魯吉亞否認在該區駐有部隊，嫌疑落在車臣軍閥魯斯蘭·格拉耶夫領導的武裝組織，他被懷疑受僱於格魯吉亞政府去對付阿布哈茲的分離份子。2004年3月2日，格拉耶夫在一次與俄羅斯邊境警衛隊的戰鬥中被殺，當時他試圖從達吉斯坦返回格魯吉亞。

### 俄罗斯对美国的指责
據俄羅斯內政部稱，在兩次車臣戰爭期間，有60多個國際恐怖組織、約100家外國公司和十幾家銀行集團向武裝分子提供了物資和資金援助。光是在美國，就有大約 50 家不同的公司、基金會、「倡議團體」和私人「慈善家」參與為北高加索極端分子籌集資金。其中包括美國穆斯林律師協會、美國伊斯蘭中心、美國穆斯林理事會、伊斯蘭慈善組織「車臣之聲」、美國車臣-印古什協會、美國車臣和平委員會等。此外，俄方还称早在90年代初，车臣武装分子就從國外收到了美國野戰服、衛星電話、夜間望遠鏡、乾糧、野戰急救包等。

## 影響

### 平民傷亡
對平民傷亡的估計分歧很大。根據親莫斯科的車臣政府，16萬戰鬥及非戰鬥人員在兩次車臣戰爭中死亡或失蹤，包括3至4萬車臣人及約10萬俄羅斯人。已死的叛軍領導人馬斯哈多夫一再宣稱兩次戰爭導致約20萬車臣族人死亡。這些宣稱未獲獨立第三方核實。俄國人權組織「紀念」於2007年指從1999年起有多達25,000平民死亡或失蹤。國際特赦組織2007年的一份報告指從1999年起有多達25,000平民於第二次戰爭中被殺，又提及「紀念」估計車臣有3,000至5,000人在1999年或以後失蹤。

### 地雷
車臣是全世界最受地雷影響的地區。從1999年起，地雷被戰爭雙方廣泛使用。車臣被埋放最多地雷的地區是南部那些持續反抗的地區及車臣共和國的邊界。2002年6月，聯合國的Olara Otunnu估計該地區埋有50萬個地雷。聯合國兒童基金會記錄了地雷及未爆彈藥從1999年至2003年底在車臣共造成平民2,340人傷亡。

### 書籍
- Satter, David. . 耶魯大學出版社. 2003. ISBN 9780300105919.

- Goldfarb, Alex; Litvinenko, Alexander. . 自由出版社（英语：Free Press）. 2003. ISBN 978-1-4165-5165-2.

## 外部連結
- . 英国广播公司. 2011-01-19  [2019-08-15]. （原始内容存档于2021-04-13） （英国英语）.